# زهرة الأفعى المعنقدة
زهرة الأفعى المعنقدة (الاسم العلمي: Echium glomeratum) هو نوع نباتي يتبع جنس زهرة الأفعى ضمن الفصيلة الحِمحِمية من طائفة ثنائيات الفلقة.